# 太陽高原

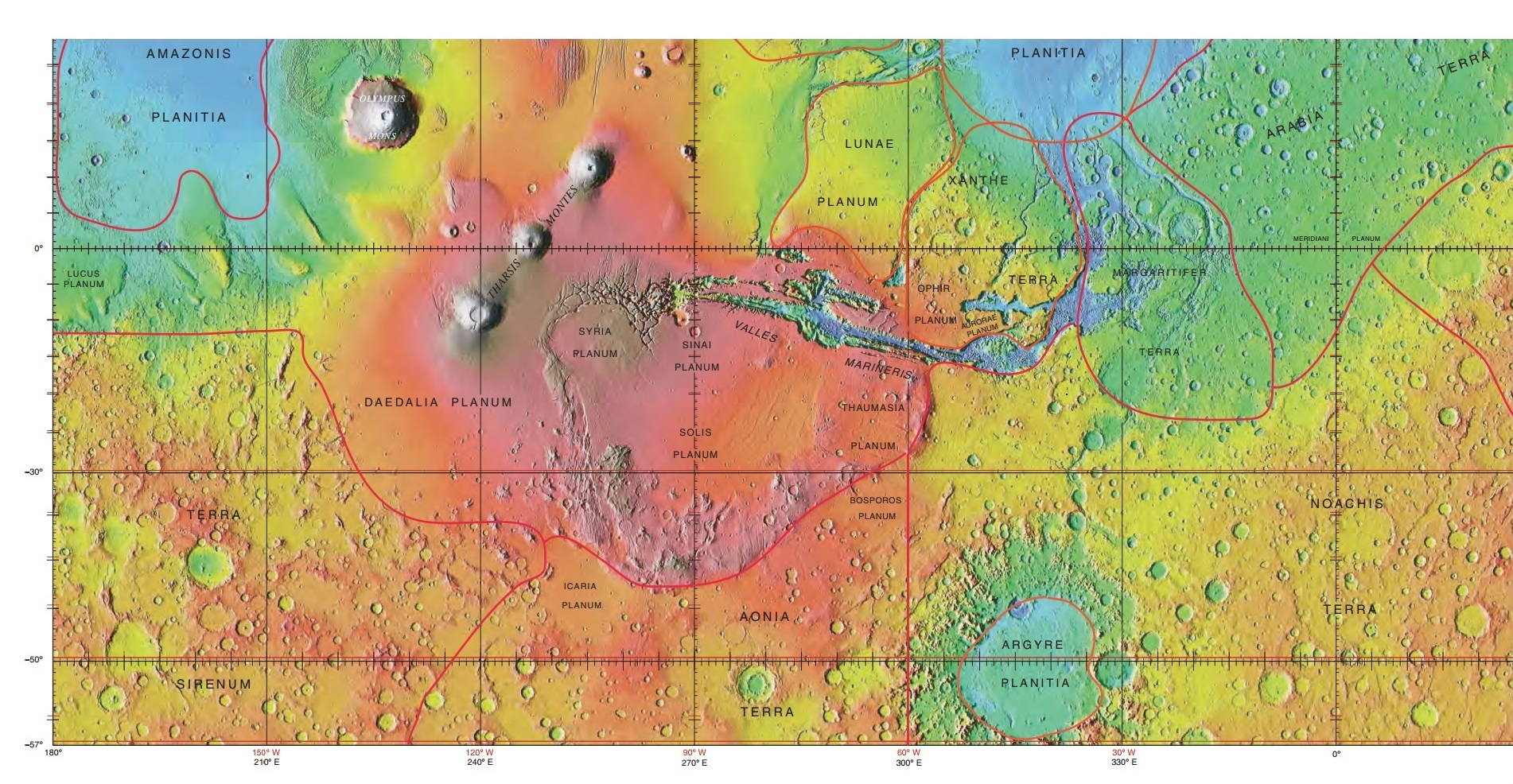
以火星全球探勘者號的儀器火星軌道雷射測高儀資料繪製的火星地形圖，可見到太陽高原的位置。顏色代表高程。紅色與粉紅色代表較高的區域（火星水準面以上3至8公里）；黃色代表0公里（水準面上）；綠色和藍色代表較低區域（最低至水準面以下8公里）。棕色代表超過水準面8公里，白色則為超過12公里。本圖橫軸為經度，縱軸為緯度，兩極區域並未繪出。

太陽高原（拉丁語：Solis Planum）是位於火星的火山高原，位於另一個火山高原塔爾西斯的東南方，橫跨凤凰湖区、科普剌塔斯区與陶马斯区。該區域的直徑約1811.23公里，中心座標26.4 S, 270.33 E。太陽高原的名稱來自火星的古典反照率特徵，並於1973年正式命名。
太陽高原是火星上許多大規模沙塵暴的源頭，並且該區域表面以下淺層區域有明顯較多的冰與水存在

## 圖片集

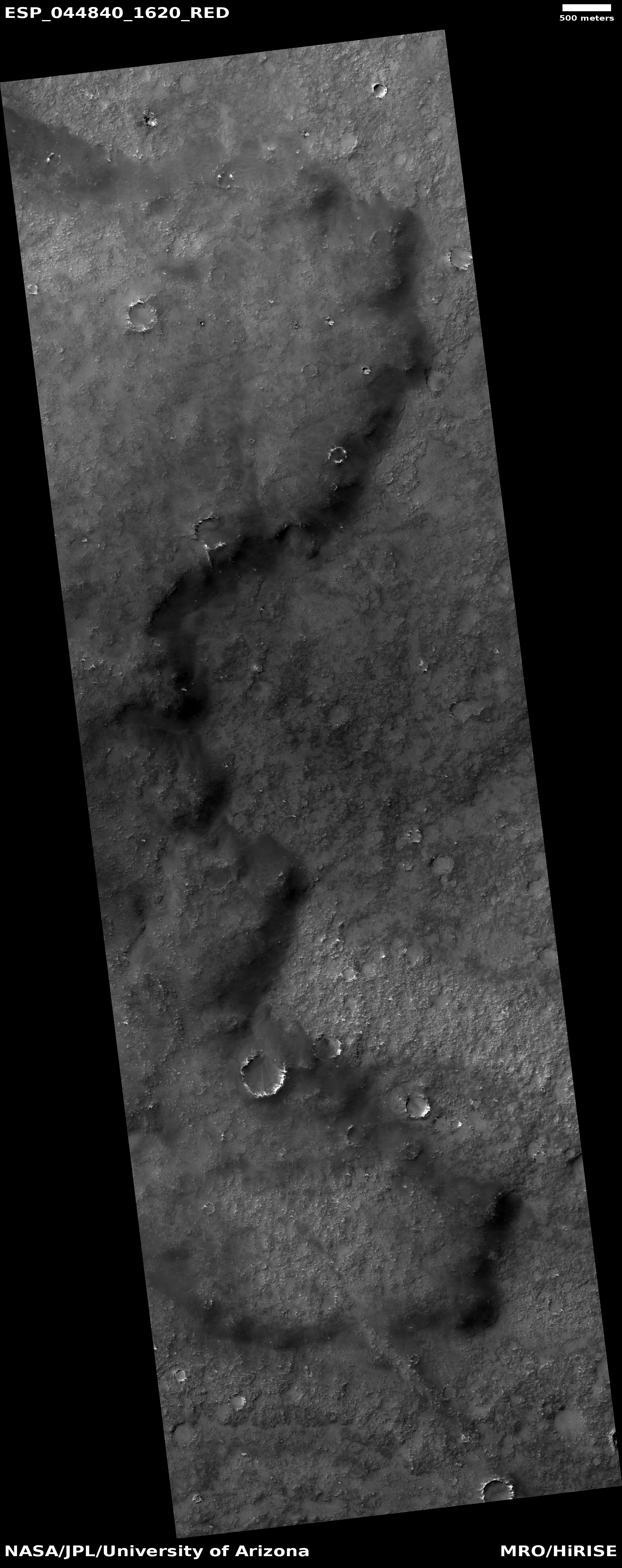
以火星侦察轨道器搭載的高解析度成像科學設備（HiRISE）拍攝的該區域熔岩流遺跡邊緣。